# Santa Inês (Bahia)
Santa Inês est une municipalité de l'État de Bahia au Brésil.
Sa population était estimée à 10 803 habitants en 2009 et elle s'étend sur 356,193 km2.
Elle appartient à la Microrégion de Jequié dans la Mésorégion du Centre-Sud de Bahia.